# Exoprosopa nigrispina
Exoprosopa nigrispina är en tvåvingeart som beskrevs av Mario Bezzi 1924. Exoprosopa nigrispina ingår i släktet Exoprosopa och familjen svävflugor.
Artens utbredningsområde är Madagaskar. Inga underarter finns listade i Catalogue of Life.